# Fiat BR.20 Cicogna
ФИАТ BR.20 Чиконья (итал. Fiat BR.20 Cicogna — Аист) — итальянский средний бомбардировщик цельнометаллической конструкции. Разработан конструкторами фирмы Fiat под руководством Челестино Розателли. Первый полёт самолёт совершил 10 февраля 1936 года, принят на вооружение Regia Aeronautica в феврале 1937 года.

## История
Разработка нового скоростного бомбардировщика началась в 1934 году по заданию конкурса проводимого Regio Aeronautica (ВВС Королевства Италия). Победителем было признано авиационное подразделения концерна FIAT, представившее модель BR.20 (Bombardiere Rosatelli). Это был довольно современный бомбардировщик с цельнометаллическим фюзеляжем, с разнесенным двухкилевым оперением и двумя радиальными двигателями. Первый опытный образец поднялся в воздух 10 февраля 1936 года. Уже с сентября того же года самолёты получившие название «Cicognа» (аист) стали поступать на вооружение ВВС.
Наиболее массовыми стали BR.20M отличавшиеся большой площадью остекления носовой части и стальной обшивкой фюзеляжа.

## Боевое применение
С 1937 года применялись в гражданской войне в Испании на стороне франкистов. Здесь базировались 7-й и 13-й бомбардировочные полки.
Во время Второй мировой войны применялись в операциях в Греции, в ходе бомбардировочных налётов на Мальту. Также ограниченное количество применялась в Итальянском воздушном корпусе базировавшимся в оккупированной немцами Бельгии, во время Битвы за Британию.

## Экспорт
В 1937 году «Аистами» заинтересовались японцы. Ими было заказано 75 единиц. В Императорских ВВС они получили обозначение Тип 1 модель 100, однако показали себя в Китае не самой лучшей стороны — подводили ненадежные двигатели и слабая защищённость. В 1939 году японцы сняли с вооружения все итальянские бомбардировщики.

## Модификации
- BR.20A — серийные машины специально подготовленные для гонок Марсель — Дамаск — Париж. Демонтировано все вооружение, в носовой части убрано остекление и она сделана более удлинённой. Увеличен запас топлива. В модификацию переоборудовано две машины.
- BR.20L — машина разработанная специально для перелёта в Аддис-Абебу. Был создан один самолёт. Машина была аналогом BR.20A и отличалась более удлинённой носовой частью фюзеляжа.
- BR.20C — самолёт с 37 миллиметровой пушкой, установленной в носовой части фюзеляжа. Построен один экземпляр.
- BR.20M — модернизированная модификация и наиболее массовая, построено порядка 270 единиц.
- BR.20 bis — дальнейшее развитие BR.20M принятое на вооружение в 1940 году.

## Тактико-технические характеристики

Схема самолёта

Приведённые ниже характеристики соответствуют BR.20 I серии:
Источник данных: Техническое руководство Министерства авиации С.A.273, 1937 г.

Технические характеристики
- Экипаж: 4-5 человек
- Длина: 16,078 м
- Размах крыла: 21,539 м
- Высота: 4,293 м
- Площадь крыла: 74,07 м²
- Средняя аэродинамическая хорда: 3,785 м
- Масса пустого: 6 500 кг
- Нормальная взлётная масса: 10 100 кг
- Масса полезной нагрузки: 3 600 кг
- Силовая установка: 2 × радиальных Fiat A.80 RC41
- Мощность двигателей: 2 × 1000 л.с. на высоте 4100 м (2 × 735 кВт)
- Воздушный винт: трёхлопастной Fiat
- Диаметр винта: 3,531 м

Лётные характеристики
- Максимальная скорость:  
  - на высоте: 430 км/ч на 4000 м
  - у земли: 328 км/ч
- Крейсерская скорость: 349 км/ч
- Скорость сваливания: 110 км/ч
- Практическая дальность: 3 000 м
- Продолжительность полёта: 5 часов 30 минут (на 5000 м при 349 км/ч)
- Практический потолок: 7 600 м
- Скороподъёмность: 5,3 м/с
- Время набора высоты: 4 000 м за 13 мин. 37 сек.
- Нагрузка на крыло: 134,93 кг/м²
- Тяговооружённость: 133,7 Вт/кг (5,5 кг/л.с.)
- Длина разбега: 350 м
- Длина пробега: 201 м

Вооружение
- Стрелково-пушечное:  
  - 1× 12,7 мм пулемёт Breda-SAFAT турельный, сверху
  - 2× 7,7 мм пулемёта (носовой и подфюзеляжный)
- Боевая нагрузка: до 1 600 кг в бомбоотсеке:
  - 2× 800 кг бомбы или
  - 2× 500 кг бомбы или
  - 4× 250 кг бомб

## Эксплуатанты
Италия
- Regia Aeronautica:
- Легионерская авиация: 6 (июнь 1937) + 7 (июль 1938); уцелевшие по итогам боёв 9 машин переданы Испании.
- Республиканская Национальная Авиация (ит. Aeronautica Nazionale Repubblicana)
- Aeronautica Cobelligerante Italiana: 1 самолёт
- ВВС Италии (последний снят с вооружения 7.06.1946).

 Япония
- ВВС Императорской армии Японии: 2 партии, 72 + 10 машин, "тяжёлый бомбардировщик тип И" (イ式重爆撃機), стояли на вооружении 12-й и 98-й сентай. После вывода из эксплуатации переданы Маньчжоу-Го в обмен на соевые бобы; далее хранились вне ангаров и в конечном итоге были списаны.

 Китайская Республика
- ВВС Китайской Республики: 1-2 трофейных самолёта[3]; один — после вынужденную посадки на контролируемой Китаем территории, другой захвачен неповреждённым. Получил прозвища «Микадо» (天皇号) и «Шаян» (沙洋号).

 Франкистская Испания
- ВВС Испании: 9 самолётов получено от Италии.

 Королевство Венгрия
- ВВС Венгрии

 Независимое государство Хорватия
- ВВС НГХ: в январе 1944 года получено 3 BR.20, применялись как учебные; по другим данным всего имелось 6 машин.

 Венесуэла
- ВВС Венесуэлы: в 1938 году куплен 1 самолёт[4], применялся до отказа двигателя в 1942, окончательно списан в 1946.